# Hochschulradio in Finnland
An den größeren Hochschulen in Finnland betreiben Studenten unter Anleitung von Lehrkräften universitäre Ausbildungsradios. Diese sind meist mit journalistischen Studiengängen verknüpft. In der Regel senden die Campusradios über einen Livestream ihr Programm. Einige wenige haben eine eigene UKW-Sendefrequenz. Zusätzlich zu den täglich bis wöchentlich ausstrahlenden Campusradios, gibt es in Finnland auch die sogenannten Vappuradios, welche nur an Vappu Programm senden. Die Hochschulradios stehen nicht in Konkurrenz zu den Privatsendern oder staatlichen Radiosendern.
Momentan gibt es noch keine Dachorganisation für die finnischen Campusradios. Auf der Student Radio Meetup Konferenz im September 2018 trafen sich einige finnische Campusradios in Turku sprachen sich gemeinsam für eine übergreifende Studentenradio Organisation aus.

## Radiosender
| Name                 | Ort              | Sitz, Hochschule               |
| -------------------- | ---------------- | ------------------------------ |
| Radio Moreeni        | Tampere          | Universität Tampere            |
| LiMu Radio           | Lahti            | Lahden ammattikorkeakoulu      |
| Radio Tutka          | Turku            | Turun ammattikorkeakoulu       |
| Rattoradio           | Oulu             | Universität Oulu               |
| Rakkauden Wappuradio | Tampere          | Technische Universität Tampere |
| Radiodiodi           | Otaniemi (Espoo) | Aalto-Universität              |
| Radio Säteily        | Rovaniemi        | Universität Lappland           |